# Louis Guilloux
Louis Guilloux (Saint-Brieuc, 15 gennaio 1899 – Saint-Brieuc, 14 ottobre 1980) è stato uno scrittore e traduttore francese.

## Biografia
Louis Guilloux nasce a Saint-Brieuc nel 1899. Il padre è calzolaio e militante socialista, come Guilloux racconta in La Maison du peuple. Eccettuati alcuni soggiorni a Parigi e Angers, egli rimane per tutta la vita legato alla sua città natale, nella quale situa l'azione di parecchi suoi romanzi. Grazie a una borsa di studio, entra al liceo di Saint-Brieuc. Diviene amico del professore di filosofia Georges Palante. Scopre Romain Rolland, a quel tempo molto letto dai giovani, e Jules Vallès di cui difenderà l'azione rivoltosa.
Durante la Prima Guerra mondiale, nel 1916, è sorvegliante di convitto scolastico. Nel 1917 incontra Jean Grenier, futuro professore di Albert Camus e filosofo. Dopo l'armistizio, gli si affida un posto di ripetitore al Lycée Gerson.
Nel 1920 matura la sua vocazione di scrittore: comincia a scrivere storie e racconti che sono pubblicati in vari giornali (Le Peuple, Ce soir...). Nel 1922, diventa «lettore di inglese» e traduttore per il giornale L'Intransigeant. Più tardi diventa il traduttore della scrittrice Margaret Kennedy, ma anche dell'autore nero americano Claude McKay (Home to Harlem), di John Steinbeck per Les Pâturages du ciel (I pascoli del cielo) (1948), e con Didier Robert, di una parte della serie degli Hornblower, romanzi marinari di Cecil Scott Forester
Si sposa con Renée Tricoire nel 1924. Per il tramite di André Chamson, incontra Daniel Halévy, direttore della collana Les Cahiers verts presso le Edizioni Grasset, e conosce altri scrittori, tra cui Max Jacob, di cui diviene molto amico. Il suo primo romanzo La Maison du peuple esce presso Grasset nel 1927. Seguiranno molti altri lavori, tra cui Le sang noir, che nel 1935 sfiora la vittoria nel Premio Goncourt.
Il 15 aprile 1927 firma la petizione apparsa nella rivista Europe contro la legge sull'organizzazione generale della nazione per il tempo di guerra, che abroga del tutto l'indipendenza intellettuale e la libertà d'opinione. Il suo nome affianca quelli di Alain, Raymond Aron, Lucien Descaves, Henry Poulaille, Jules Romains. Nel 1935, partecipa al primo congresso mondiale degli scrittori antifascisti e ne diviene il segretario, poi è creato responsabile per le Côtes-du-Nord del Soccorso Rosso Internazionale, precursore del Secours populaire français, che viene in aiuto ai disoccupati e ai rifugiati spagnoli.
Durante la Seconda guerra mondiale, la sua casa di Saint-Brieuc in rue Lavoisier, 13, è luogo di incontro di resistenti. I miliziani francesi vengono ad arrestarvi una donna che egli nasconde. Nel [[1942], scrive Le Pain des rêves, che riceve il Prix Eugène-Dabit du roman populiste. Alla Liberazione della Francia è interprete per i tribunali militari americani (O.K., Joe). [Il [1945]] segna la nascita della sua amicizia con Albert Camus che scrive la prefazione a una riedizione dei Compagnons.
Il complesso romanzo Le Jeu de patience merita all'autore il Prix Renaudot nel 1949. Seguono Parpagnacco nel 1954, Les Batailles Perdues nel 1960, La Confrontation nel 1967. Nel 1976 pubblica Salido, seguito di OK Joe, poi nel 1978 Coco perdu, e i Carnets 1921-1944.
Nel 1972, firma per la televisione l'adattamento de I Thibault di Roger Martin du Gard, e nel 1973 quella di tre narrazioni di Joseph Conrad, La linea d'ombra, La follia di Almayer e Freya delle sette isole
Muore il 14 ottobre 1980 à Saint-Brieuc.

## Opere
- La Maison du peuple, romanzo, Grasset, 1927.
- Dossier confidentiel, romanzo, Grasset, 1930.
- Compagnons, Grasset, 1931.
- Souvenirs sur Georges Palante, O.L. Aubert Saint-Brieuc, 1931.
- Hyménée, romanzo, Grasset, 1932.
- Le Lecteur écrit, raccolta di scritti di lettori del giornale L'Intransigeant, 1933.
- Angélina, romanzo, Grasset, 1934.
- Le Sang noir, romanzo, Gallimard, 1935.
- Histoire de brigands, storia, Editions sociales internationales, 1936.
- Le Pain des rêves, romanzo, Gallimard, 1942.
- Le Jeu de patience, romanzo, Gallimard, 1949.
- Absent de Paris, lettere di viaggio, Gallimard, 1952.
- Parpagnacco ou la Conjuration, romanzo, Gallimard, 1954.
- Les Batailles perdues, romanzo, Gallimard, 1960.
- Cripure, azione teatrale tratta da Sang noir, 1961.
- La Confrontation, romanzo, Gallimard, 1967.
- La Bretagne que j'aime, Ma Bretagne, 1973.
- Salido, seguito di  OK Joe !, 1976, Gallimard[6].
- Coco perdu, storia, Gallimard, 1978.
- Carnets 1921-1944, Gallimard, 1978

## Opere postume
- Grand Bêta, racconto, 1981.
- Carnets 1944-1974, Gallimard, 1982.
- L'Herbe d'oubli, mémorie, Gallimard, 1984.
- Labyrinthe, romanzo, Gallimard, 1999.
- Vingt ans ma belle âge, novelle, Gallimard, 1999.

## Carteggi
- Louis Guilloux, Georges, Emilienne et Lucie Robert, Correspondance (1920-1970),[7]
- Georges Palante et Louis Guilloux - L Amitié - La Fêlure, (1917-1921),[8]
- Jean Guéhenno,- Louis Guilloux,[9]
- Jean Paulhan - Louis Guilloux,[10]
- Albert Camus - Louis Guilloux, Correspondance (1945-1959), Gallimard 2013.
- Louis Guilloux e le Éditions Rieder (1923-1937),[11].

## Premi letterari
- 1942 - Prix Eugène-Dabit du roman populiste per Le Pain des rêves.
- 1949 - Prix Renaudot per Le Jeu de patience.
- 1967 - Grand Prix national des lettres per l'insieme della sua opera.[12]
- 1973 - Grand Prix de littérature de l'Académie française.[13]
- 1978 - Grand Aigle d'Or de la ville de Nice.
- 1978 - Prix Bretagne per l'insieme della sua opera e Carnets 1944-1974.

## Adattamenti
- Compagnons. Realizzazione di Jean-Paul Roux, Telefilm trasmesso il 5 dicembre 1967.
- Le Pain des rêves. Regia di Jean-Paul Roux, Telefilm trasmesso il 23 gennaio 1974.[14]
- Le Sang noir di Louis Guilloux è stato adattato nel 2007 per la televisione, regia di Peter Kassovitz[15]

## Prix Louis-Guilloux
Il Consiglio Dipartimentale della Côtes-d'Armor ha dato vita nel 1983 al premio Louis Guilloux «per perpetuare i valori letterari e morali dello scrittore bretone». Questo premio è assegnato ogni anno a un'opera di lingua francese che abbia una «dimensione umana di pensiero generoso, che rifiuti totalmente il manicheismo, il sacrificio dell'individuo al profitto delle astrazioni ideologiche.»
La Société des Amis de Louis Guilloux organizza ogni anno un concorso di novelle basate su un estratto dell'opera di Louis Guilloux. Il concorso, intitolato Prix Louis Guilloux des Jeunes è rivolto agli adolescenti, ai liceali e ai giovani adulti.